# تشيا تشونغ تشانغ
تشيا تشونغ تشانغ (بالصينية: 蔡忠强) هو لاعب كرة سلة صيني. مثّل منتخب بلاده. شارك في دورة الألعاب الأولمبية الصيفية سنة 1948.

## روابط خارجية
- تشيا تشونغ تشانغ على موقع الاتحاد الدولي لكرة السلة (الإنجليزية)
- تشيا تشونغ تشانغ على موقع سبورتس رفرنس (الإنجليزية)
- تشيا تشونغ تشانغ على موقع أوليمبيديا (الإنجليزية)